# Reaction Engines A2
Reaction Engines Limited A2 (také zvané jen A2) je designová studie nadzvukového dopravního letadla. Letadlo A2 je plánované letadlo budoucnosti, které bude fungovat na bázi vodíku. Má být až dvakrát větší než nynější největší dopravní letadlo světa Airbus A380 a měl by být schopen pojmout až 300 cestujících. Rychlostí pětinásobně přesáhne rychlost zvuku a bude létat až na hranici vesmíru. I velké vzdálenosti bude zdolávat bez obtíží. Cesta z Evropy do Austrálie by trvala méně než 5 hodin. Projekt zatím nepřekročil fázi návrhu. Pokud ovšem bude uveden do provozu, bude to znamenat revoluci v celém letectví. Pokud vše půjde podle plánu, měl by být uveden do provozu mezi roky 2030 a 2040.